# Brian De Palma
Brian Russell DePalma (n. 11 septembrie 1940, Newark, New Jersey, SUA) este un regizor de film american.

## Biografie
Brian De Palma a fost cel mai mic dintre trei băieți. Părinții săi italo-americani au fost Vivienne De Palma (născută Muti) și Anthony F. De Palma, un chirurg ortoped, care era fiul unor imigranți din Alberona, provincia Foggia. Brian a crescut în Philadelphia, New Hampshire, a urmat diverse școli, a absolvit Friends Central School. A avut o relație proastă cu tatăl său și îl urmărea în secret pentru a-i consemna comportamentul adulter; ceea ce ar fi inspirat personajul adolescent din filmul său, Dressed to Kill (1980). Când era în liceu, construia calculatoare. El a câștigat un premiu regional la un târg de știință pentru un proiect intitulat Un computer analog pentru rezolvarea ecuațiilor diferențiale. Student fiind a fost încântat de procesul de realizare a filmului după ce a vizionat Citizen Kane și Vertigo. A absolvit departamentul de teatru al Sarah Lawrence College și a obținuț un Master în 1964.
Influențat de Noul val francez, Brian De Palma s-a dovedit a fi un Jean-Luc Godard al filmului american. Începe să facă filme în 1966, cu documentarul The Responsive Eye, și, chiar dacă opera sa prinde contur din 1968 cu Felicitări (Greetings), abia după premiera filmului Carrie a cunoscut celebritatea.
De Palma face parte din eșalonul doi al grupului de tineri regizori care au revoluționat Hollywoodul în anii ُ70 (Scorsese, Coppola, Lucas, Spielberg). Abordează doar două genuri - comedia satirică, în care este influențat de cinematograful underground new-yorkeze, și filmul de suspans (groază și polițist),în care e considerat a fi un epigon al lui Alfred Hitchcock. Teme predilecte: senzualitatea și moartea. Excelent tehnician, adoptă un stil vizual îndrăzneț caracterizat în primul rând prin elaborate mișcări de aparat.

## Filmografie

### Regizor
- 1968 Murder à la Mod
- 1968 Felicitări (Greetings)
- 1969 Petrecere de nuntă (The Wedding Party)

- 1970 Dionis în '69 (Dionysus in '69)
- 1970 Bună, mamă! (Hi, mom!)
- 1972 Get to Know Your Rabbit
- 1972 Sisters
- 1974 Phantom of the Paradise
- 1976 Obsesia (Obsession)
- 1976 Carrie (Carrie)
- 1978 Furie
- 1979 Home Movies

- 1980 Pregătit pentru a ucide
- 1981 O moarte suspectă (Blow Out)
- 1983 Scarface
- 1984 Dublura (Body Double)
- 1986 Băieți deștepți (Wise Guys)
- 1987 Incoruptibilii (The Untouchables)
- 1989 Ororile războiului

- 1990 Rugul vanităților
- 1992 În căutarea lui Cain (Raising Cain)
- 1993 Carlito
- 1996 Misiune: Imposibilă (Mission: Impossible)
- 1998 Ochi de șarpe (Snake Eyes)

- 2000 Misiune pe Marte
- 2002 Femeia fatală
- 2006 Dulcele sărut al Daliei
- 2007 Războiul ()
- 2012 Pasiune
- 2019 Domino